# ثودا بيار ثودا ماجيك
ثودا بيار ثودا ماجيك (بالإنجليزية: Thoda Pyar Thoda Magic) هو فيلم كوميدي درامي خيالي هندي صدر عام 2008 بطولة سيف علي خان وراني موخرجي في الأدوار الرئيسية، وريشي كابور وأميشا باتيل في الأدوار الداعمة. ومن بين الفنانين الأطفال أكشات شوبرا وشريا شارما وراشيت سيدانا وأيوشي بورمان. الفيلم من إخراج وكتابة وإنتاج مشترك من قبل كونال كوهلي، ويتم إنتاجه وتوزيعه من قبل ياش تشوبرا وأديتيا تشوبرا تحت لافتتهم ياش راج فيلم.
تم إصداره في 27 يونيو 2008 في الهند، وحقق إيرادات بلغت 37.25 كرور روبية بميزانية قدرها 23 كرور روبية، وتم اعتباره "فشلاً" من قبل شباك التذاكر الهندي. وقد تلقى الفيلم مراجعات مختلطة بشكل عام، مع الثناء على أدائه وروح الدعابة ولكن مع النقد للسيناريو والحوار.

## حبكة
رانبير تالوار، أحد كبار الصناعيين في الهند، يشعر بالوحدة لأنه فقد كل من هو عزيز عليه، بما في ذلك صديق طفولته، الذي انتقل للعيش في مكان آخر، وأمه، التي توفيت، أثناء طفولته. نتيجة تشتت انتباهه، يقتل زوجًا وزوجته عن طريق الخطأ أثناء قيادته. وحكم القاضي عليه برعاية أطفال المتوفى الأربعة حتى يبلغ أصغرهم سن 18 عامًا والقيام بذلك دون إرسالهم إلى مدرسة داخلية أو إبقائهم في رعاية أي شخص آخر. بالإضافة إلى ذلك، حذره القاضي من أنه إذا فشل في الاعتناء بهم بشكل صحيح، فسيتم الحكم عليه بالسجن لمدة 20 عامًا دون إمكانية الإفراج المشروط. يشعر الأطفال بالاستياء من رانبير بسبب دوره في وفاة والديهم ويرغبون في الانتقام، في حين أنه غير مستعد للعيش معهم، مما يجعل كل من رانبير والأطفال بائسين في هذا الوضع.
في يوم من الأيام، يصلي الأطفال إلى الله طلباً للمساعدة. يناقش الله الأمر مع ملائكته الجنية ويقرر إرسال جيتا، ملائكته المفضلة والأكثر غرابة، لتوحيد رانبير مع الأطفال. يحذرها الله من استخدام قدرتها على تغيير الواقع أثناء وجودها على الأرض. تتجاهل جيتا تحذير الله وتستخدم هذه القوة في كثير من الأحيان، مما يوفر راحة كوميدية؛ فتنزل إلى الأرض وتتنكر في هيئة بشر. تعين نفسها مربية للأطفال وتجعل الأطفال يشعرون بالرهبة منها باستخدام قواها التحويلية. وسرعان ما تتقرب منهم من خلال عاطفتها الداعمة وإيجابيتها. يبدأ الأطفال في تقديرها والاعتماد عليها، بينما يظل رانبير في حيرة من أمره ويشعر بالإرهاق بسبب سيطرتها على شؤونه. سرعان ما أصبح معجبًا بها، على الرغم من تدخل صديقته، ملاكة.
تنتهي علاقة رانبير مع ماليكا عندما تسأله جيتا إذا كان يريد إنهاء علاقتهما. لقد نجحت هي والأطفال في إفساد حفل عيد ميلادها. يبدأ رانبير في النهاية بالتدخل في حياة الأطفال بعد أن أخبرته جيتا أنه يحتاج فقط إلى رؤية أحلامهم ومعرفة ما يزعجهم. مع ترابط رانبير والأطفال ببطء، يتخلى الأطفال عن رغبتهم في الانتقام ويعاملونه كأخ أكبر. في إحدى هذه الحوادث، أخذ رانبير الأطفال وجيتا إلى لوس أنجلوس، حيث كان لديه رحلة مؤتمر مع رئيسه. يدعوهم للعب الجولف، والابن الأكبر يرغب في الانتقام ويعامل أطفال رئيسه بقسوة. يوجه الإهانات للأطفال، لكن رانبير يدافع عنهم. تم استدعاء جيتا إلى الجنة مرة أخرى لأنها نجحت في توحيد رانبير والأطفال. منزعجًا، يذهب رانبير والأطفال إلى الكنيسة للصلاة من أجل عودتها إليهم. بعد أن تحدث الله مع جيتا، وافق على رغباتها وقام بتحويل جيتا إلى إنسان لديه الآن مشاعر، مما يسمح لها بالعودة إلى الأطفال. تتزوج جيتا من رانبير وتنجب منه ابنة ترث القدرة على تغيير الواقع، على الرغم من فقدان جيتا لقوتها الخاصة. ومع ذلك، فإنهم جميعا يعيشون في سعادة دائمة.

## الممثلون
- ريشي كابور في دور الإله
- سيف علي خان في دور رانبير سينغ تالوار
- راني موخرجي بدور جيتا (الملاك الذي تحول إلى إنسان وزوجة رانبير)
- رزاق خان في دور بابو
- أميشا باتيل في دور ماليكا
- أكشات شوبرا في دور فاشيشت واليا
- شريا شارما في دور أديتي واليا
- راشيت سيدانا في دور إقبال واليا
- أيوشي بورمان في دور أفانتيكا واليا
- شارات ساكسينا في دور القاضي جاسوانت راي
- ماهيش ثاكور في دور المحامي
- تارانا راجا في دور كابور
- دانيش أسلم في دور السيد جوبتا، مدرس كيد رانبير
- بيرين باتيل في دور يادا
- كاميرون بيرسون في دور ستيف
- تايجرليلي بيري بدور ميشيل
- ستيفن شنايدر في دور الصبي الأمريكي

## إنتاج

### تطوير
في سبتمبر 2007، بدأ تصوير الفيلم في دلهي، مع تصوير بعض الأجزاء أيضًا في علي باغ وبانكوك ولوس أنجلوس. تم الانتهاء من تصوير الفيلم في 3 فبراير 2008. 

## الموسيقى التصويرية
تم تأليف موسيقى الفيلم بواسطة شانكار-إحسان-لوي، وكلمات براسون جوشي. 
| #  | عنوان                               | المدة |
| -- | ----------------------------------- | ----- |
| 1. | "Pyaar Ke Liye"                     | 5:07  |
| 2. | "Nihaal Ho Gayi"                    | 4:11  |
| 3. | "Bulbula"                           | 3:21  |
| 4. | "ليزي لامهي (أغنية)"                | 5:12  |
| 5. | "Beetey Kal Se"                     | 4:56  |
| 6. | "Nihaal Ho Gayi" (دي جي عقيل Remix) | 3:51  |
| 7. | "Lazy Lamhe"" (DJ Aqeel Remix)      | 5:58  |

## روابط خارجية
- الموقع الرسمي
- ثودا بيار ثودا ماجيك على موقع IMDb (الإنجليزية)
- ثودا بيار ثودا ماجيك على موقع ميتاكريتيك (الإنجليزية)
- ثودا بيار ثودا ماجيك على موقع روتن توميتوز (الإنجليزية)
- ثودا بيار ثودا ماجيك على موقع نتفليكس (الإنجليزية)
- ثودا بيار ثودا ماجيك على موقع قاعدة بيانات الأفلام العربية
- ثودا بيار ثودا ماجيك على موقع Turner Classic Movies (الإنجليزية)
- ثودا بيار ثودا ماجيك على موقع أول موفي (الإنجليزية)
- ثودا بيار ثودا ماجيك على موقع بوكس أوفيس موجو (الإنجليزية)
- ثودا بيار ثودا ماجيك على موقع قاعدة بيانات الفيلم (الإنجليزية)
- ثودا بيار ثودا ماجيك على موقع ليتربوكسد (الإنجليزية)